# RIG-I

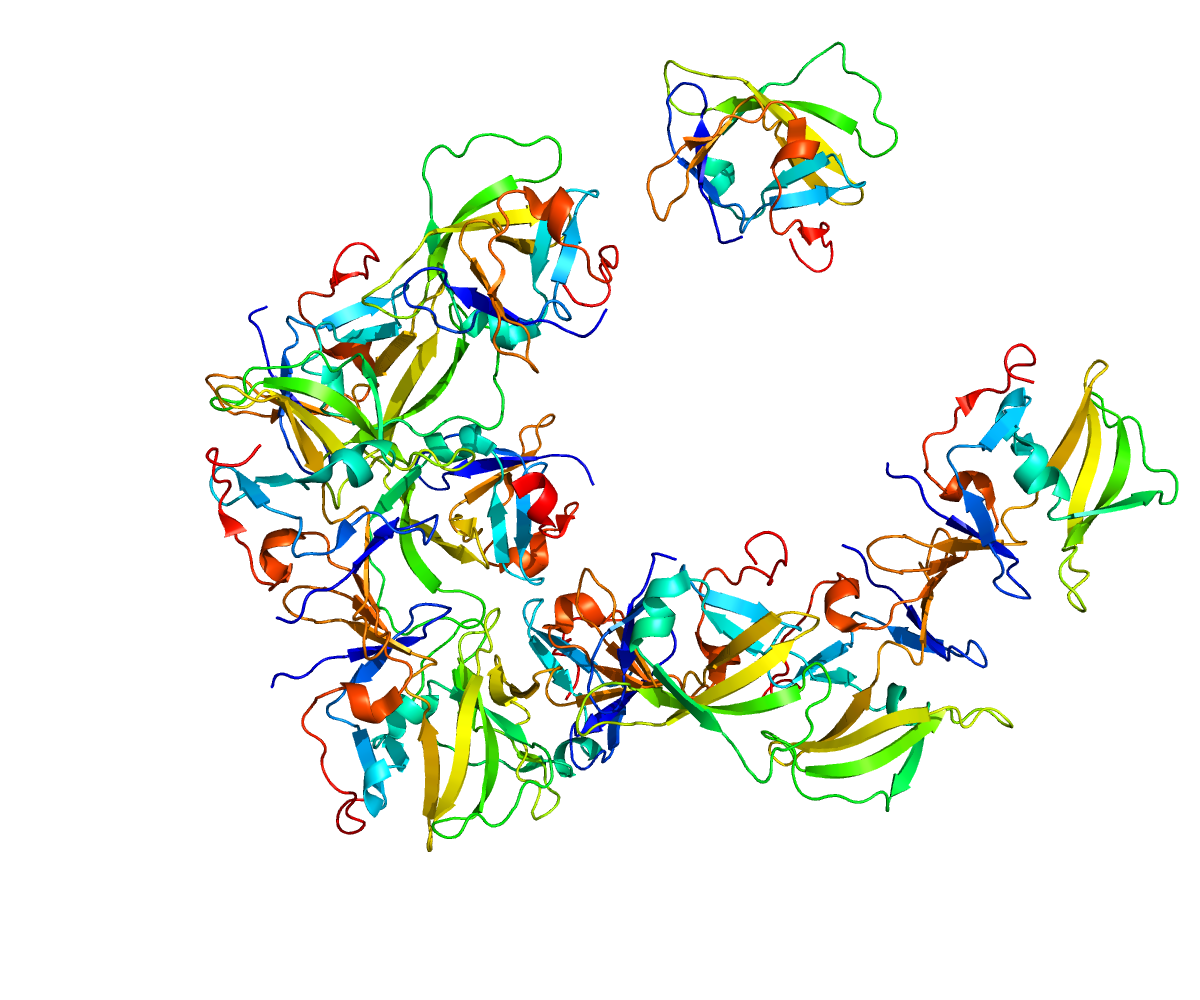
protein DDX58

RIG-I (retinoic acid-inducible gene I) je spolu s MDA5 a LGP2 součástí skupiny RIG-I-like receptorů, která patří mezi cytoplazmatické pattern recognition receptory (PRR). RIG-I hraje klíčovou roli během antivirové obrany, neboť rozpoznává dvouřetězcovou RNA (dsRNA) . Je exprimován v naprosté většině buněk s jádry, což napovídá jeho významné roli v boji proti virovým infekcím . Jedná se o protein kódovaný u lidí genem DDX58 .

## Struktura
RIG-I patří mezi ATP-dependentní DExD/H box RNA helikázy. Na svém N-konci má 2 CARD domény důležité pro signalizaci, helikázovou doménu, která je tvořena doménami nazvanými Hel1, Hel2 a Hel2i, na které navazuje C-terminální doména (CTD). Ta dokáže rozpoznat a navázat RNA .

## Funkce
RIG-I je pattern recognition receptor, který specificky rozeznává dsRNA o délce menší než 300 párů bází. Ideálním ligandem tohoto receptoru je tedy dsRNA, která má na svém 5'konci navázány tři fosfátové zbytky, přesto RIG-I dokáže rozeznat také RNA s 5´difosfátem. Jakmile dojde k navázání ligandu, dojde ke změně konformace RIG-I, který přejde do aktivního stavu. Ten vede k tomu, že CARD domény RIG-I nyní mohou interagovat s CARD doménami mitochondriálních antivirových signálních proteinů (MAVS). CARD-CARD interakce spouští signální kaskády spojené s aktivací proteinkináz TBK1 a IKK. Tyto signální kaskády vedou k aktivaci transkripčních faktorů IRF3, IRF7 a NFκB, které translokují do jádra a indukují transkripci genů pro prozánětlivé cytokiny a interferony typu 1. Produkované interferony se mohou vázat na své receptory na buněčném povrchu a kromě toho také aktivovat JAK/STAT dráhu vedoucí k produkci interferonem stimulovaných genů (ISG). Produkty těchto genů se podílejí na navození antivirového stavu, jehož následkem je omezení replikace viru a jeho šíření do okolních buněk.
Rozpoznávání virové infekce je hlavní, ne však jedinou rolí RIG-I receptorů. Bylo popsáno, že se uplatňují také při některých parazitárních a bakteriálních infekcích. U bakteriálních infekcí se jedná především o rozpoznávání RNA intracelulárních bakterií uvolněných do cytoplazmy.

## Regulace
Aktivita RIG-I je regulována řadou mechanismů, které zabraňují aktivaci receptoru při nepřítomnosti virové infekce, taková aktivace by měla za následek spuštění interferonové odpovědi a poškození buněk. Při virové infekci naopak podporují funkci receptoru.
Důležitou roli při aktivaci a deaktivaci RIG-I hrají posttranslační modifikace, mezi něž řadíme ubikvitinylaci, fosforylaci, sumoylaci a acetylaci. Tyto kovalentní modifikace jsou katalyzovány enzymy a mají vliv především na stabilitu a konformaci RIG-I. Dále se na regulaci podílí řada proteinů interagujících s RIG-I. Tyto proteiny modují schopnost RIG-I vázat se na RNA či jeho schopnost oligomerizovat, ovlivňují také lokalizaci receptoru v buňce. Jako příklad lze uvést protein PACT, jenž interaguje s CTD RIG-I a podporuje jeho ATPázovou a helikázovou aktivitu, čímž se podílí na udržení aktivace antivirové obrany. Aktivitu RIG-I ovlivňují také nekódující RNA, především dlouhá nekódující RNA (lncRNA) a microRNA (miRNA), a to prostřednictvím regulace genové exprese nebo přímou vazbou na receptor. 

## Onemocnění
Aktivace RIG-I v nepřítomnosti virové infekce hraje roli v patogenezi několika onemocnění. Důvodem aktivace může být mutace v genu kódujícím RIG-I vedoucí ke stálé aktivaci receptoru nebo rozpoznávání vlastních RNA způsobené například defekty v úpravě RNA či jejich špatnou lokalizací.
Atypický Singleton-Mertenův syndrom je autosomálně dominantní multisystémové dědičné onemocnění spojené s mutací v genu DDX58, což je gen kódující protein RIG-I. Mutace způsobuje vznik trvale aktivního receptoru, to má za následek stálou produkci interferonů typu I a prozánětlivých cytokinů. 
Rozpoznávání endogenních RNA a aktivace RIG-I byla potvrzena u některých typů nádorových onemocnění. Indukce exprese interferonů typu 1 a prozánětlivých cytokinů podporuje aktivaci buněk imunitního systému a jejich migraci do místa nádoru. Zvýšení schopnosti antigen prezentujících buněk prezentovat antigen a podpora cytolytické aktivity NK buněk a cytotoxických T-lymfocytů hraje významnou roli v protinádorové imunitě. Oproti tomu aktivace RIG-I u karcinomu prsu je spojena s růstem nádoru a podporuje tvorbu metastáz.